# Slag bij Minden
De Slag bij Minden was een veldslag die werd uitgevochten op 1 augustus 1759, tijdens de Zevenjarige Oorlog. Een gecombineerd leger bestaande uit soldaten uit Pruisen, Hannover en Groot-Brittannië aangevoerd door prins Ferdinand, hertog van Brunswijk-Lüneburg, nam het bij Minden in Noordrijn-Westfalen op tegen een Frans leger onder Louis-Georges-Érasme de Contades.

## Voorgeschiedenis
De Vrede van Aken van 18 Oktober 1748 maakte een einde aan de meer dan achtjarige Oostenrijkse successieoorlog (1740–1748). Het maakte een einde aan de strijd tussen Groot-Brittannië en Frankrijk zowel in Noord-Amerika als ook in de Indische koloniën. De in Europa omstreden voormalige Oostenrijkse provincie Silezië werd hierbij aan het koninkrijk Pruisen toegewezen. Maar de eigenlijke tegenstellingen werden niet opgelost en de situatie verergerde weer vanaf het jaar 1755. In het dal van de rivier de Ohio raakten Groot-Brittannië en Frankrijk opnieuw met elkaar in gevecht en op initiatief van de Oostenrijkse staatskanselier Wenzel Anton Kaunitz (1711–1794) verbonden zich vervolgens Oostenrijk, Frankrijk en Rusland tegen Pruisen.
In mei 1756 brak de oorlog tussen Frankrijk en Engeland uit, waarop in augustus 1756 ook de Midden-Europese oorlog werkelijk uitbrak door het oprukken van de Pruisen tegen het keurvorstendom Saksen. Sinds het Verdrag van Westminster van 16 januari 1756 waren Groot-Brittannië en Pruisen bondgenoten. Dit verdrag hield in dat Groot-Brittannië het economisch zwakke Pruisen met geld ondersteunde, waarvoor deze als tegenprestatie de militaire bescherming van Hannover garandeerde. Hannover was het stamland van de Britse koning George II (1683–1760), die in een personele unie ook Kurfürst van Hannover was. Dit was de belangrijkste reden dat Pruisen oorlog kam met Frankrijk. De Franse strategie voor de oorlog tegen Groot-Brittannië was namelijk om het keurvorstendom Hannover te bezetten en als onderpand later bij de vredesonderhandelingen tegen koloniale bezittingen te kunnen omruilen.
Ter bescherming van zijn West-Duitse bezittingen en Hannover stelde Pruisen een leger op, samengesteld uit het keurvorstendom Hannover, het landgraafschap Hessen-Kassel, het vorstendom Brunswijk-Wolfenbüttel en enkele kleinere koninkrijken, dit alles onder bevel van de hertog van Cumberland (1721–1765), de zoon van de Britse koning. Dit leger werd in de Slag bij Hastenbeck op 26 juli 1757 door de Franse troepen verslagen. Cumberland sloot daarna op 10 september het verdrag van Klooster Zeven, waarna de Fransen het gehele keurvorstendom Hannover bezetten.
Dit verdrag werd echter niet erkend door de Britse regering. Op persoonlijke wens van de Britse koning werd hertog Ferdinand van Brunswijk-Wolfenbüttel (1721–1792), een Pruisische generaal, benoemd als aanvoerder van de geallieerde troepen. Deze viel nog in de winter van 1757/58 de Franse troepen aan in hun winterverblijf en verdreef ze tot aan de Rijn. In het voorjaar van 1758 trok hij zelfs over de Rijn en versloeg de Fransen op 23 juni 1758 in de Slag bij Krefeld. Weliswaar moest hij zich in het verdere verloop van de veldslag weer terugtrekken, maar na de komst van 10.000 man Britse soldaten lukte het hem toch om stand te houden. De Franse troepen onder bevel van Maarschalk de Condates sloegen hun winterkampen op aan de Rijn en vooral ook de Main in de buurt van de vesting Frankfurt.
Voor 1759 plande Contades, versterkt door troepen van keurvorstendom Saksen, weer het initiatief te grijpen om Hannover opnieuw te bezetten.

## Het verloop van de slag
Contades plaatste zijn artillerie in het centrum, met alleen de cavalerie als bescherming. Zijn infanterie nam posities in op de beide flanken, een uitzonderlijke tactiek in een tijd waarin de cavalerie doorgaans op de flanken werd geplaatst en de infanterie in het centrum.
De slag begon op de Franse rechterflank, waar maarschalk Victor-François de Broglie, die het bevel voerde over de reserve, een aanval begon op de geallieerde linkerflank. Als gevolg van verkeerd begrepen orders trok in het centrum een brigade Britse infanterie, ondersteund door de Hannoveraanse gardetroepen, op om de Franse cavalerie aan te vallen. Gedecimeerd door Franse beschietingen met kartets en hagel, wist deze onverschrokken infanterie zelfs meerdere Franse cavaleriecharges af te slaan, waarbij ze de ruiters van Contades zware verliezen toebrachten.
De hele geallieerde linie trok ten slotte op tegen het Franse leger en wist het op de vlucht te jagen, ondersteund door de professionele Engelse en Hannoveraanse artillerie. De troepen onder De Broglie waren de enige Fransen die substantieel weerstand wisten te bieden. Ze vormden een vechtende achterhoede voor het terugtrekkende Franse leger.
Het enige wat deze klinkende overwinning voor de geallieerden overschaduwde, was het gedrag van Sir George Sackville, die Ferdinands cavalerie aanvoerde. Sackville negeerde herhaaldelijk expliciete bevelen om zijn troepen op te laten trekken en de vijand te chargeren, totdat het te laat was om nog iets uit te maken. Hij kwam later voor zijn gedrag bij de slag voor de krijgsraad, die verklaarde dat hij "...ongeschikt om Zijne Majesteit op enige manier te dienen" was.
Desondanks wist het leger van Ferdinand de overwinning te behalen, ten koste van 2800 doden. De Fransen verloren tussen de 10.000 en 11.000 manschappen.
De vader van de Marquis de La Fayette kwam bij deze slag om het leven. Maarschalk De Contades werd na de slag uit zijn functie gezet en vervangen door De Broglie, die zoals boven vermeld het bevel voerde over de reserve op de Franse rechterflank.

## Minden Day
Minden Day is de in het Verenigd Koninkrijk nog steeds jaarlijks op 1 augustus plaatsvindende herdenking van de Slag bij Minden van 1759. De meeste  destijds aan de slag deelnemende Britse regimenten bestaan nog steeds. Militairen van deze regimenten houden dan een parade. De soldaten en officieren dragen daarbij  zogenaamde "Minden Roses“ als hoofdversiering. Dit herinnert aan het feit, dat voor de slag in 1759 de Britten wilde rozen uit hagen trokken en deze bloemen, voordat zij het gevecht aangingen, op hun hoofd bevestigden. In de tijd, dat er in de Duitse stad Minden nog Britse troepen gelegerd waren, vond bij het gedenkteken voor die slag aldaar ook zo'n parade plaats, waaraan zowel Britse als West-Duitse militairen deelnamen.